# Congresso degli Stati Uniti
Il Congresso degli Stati Uniti (in inglese United States Congress) è l'organo legislativo del Governo federale degli Stati Uniti d'America. Istituito nel 1789, è composto da due camere, una bassa e una alta. Quella bassa è la Camera dei rappresentanti, mentre quella alta è il Senato degli Stati Uniti. La camera bassa è composta da 435 membri eletti a suffragio universale e da 6 membri non votanti. Invece quella alta è composta da 100 membri eletti a suffragio universale. Il Congresso è quindi un parlamento con bicameralismo perfetto, dove appunto le due camere hanno gli stessi poteri.
Il Congresso degli Stati Uniti detiene il potere legislativo, secondo quanto stabilisce la Costituzione degli Stati Uniti, la quale lo disciplina all'art. I, sezioni da 1 a 10.

## Descrizione generale
Il sistema bicamerale statunitense ha una precisa ragione storica. I Padri fondatori, nel 1787, erano infatti divisi tra chi, rappresentando gli stati più popolosi, avrebbe voluto che il Parlamento venisse eletto in base alla popolazione residente nei vari stati e chi, provenendo da quelli meno popolosi, sosteneva l'identica rappresentanza per tutti gli stati membri.
Alla fine si giunse a un compromesso (il cosiddetto Connecticut Compromise) in base al quale si decise l'istituzione di un Parlamento bicamerale in cui una camera – la Camera dei rappresentanti – fosse rappresentativa del popolo (e quindi il numero dei membri eletti dal singolo stato dipendeva dall'entità della popolazione) e l'altra – il Senato – fosse espressione degli stati (che quindi hanno diritto a un identico numero di rappresentanti indipendentemente dal loro peso demografico). Tale soluzione è stata poi presa a modello, con vari adattamenti e modifiche da molti stati federali al punto che parte della dottrina ritiene che uno degli elementi identificanti dello stato federale sia proprio la presenza di una seconda camera rappresentativa degli stati.
Per poter approvare un disegno di legge, i favorevoli devono essere la maggioranza dei presenti in ciascuna delle due camere. Il presidente degli Stati Uniti ha potere di veto e può rifiutare di firmare la legge. Per superare il veto presidenziale la legge deve essere riapprovata con una maggioranza dei due terzi in ciascuna camera.

## Composizione
I membri votanti della Camera dei rappresentanti degli Stati Uniti sono 435 e sono eletti direttamente ogni due anni, decorsi i quali la Costituzione degli Stati Uniti prevede uno scioglimento automatico dell'assemblea e l'indizione di nuove elezioni. La tempistica delle elezioni di Camera fa sì che esse si tengano insieme a quella del presidente, e a metà del suo mandato (midterm elections): per tale ragione, esse assumono una dimensione di giudizio indiretto sull'operato del presidente.
I membri del Senato sono 100, due per ogni stato, e rimangono in carica per sei anni. La Costituzione non prevede uno scioglimento dell'assemblea: ogni singolo senatore resta in carica per un periodo della stessa durata, e ogni due anni un gruppo diverso di Stati tiene le proprie elezioni senatoriali, di modo che circa un terzo del senato si rinnovi biennalmente.

### Camera dei rappresentanti
La Camera dei rappresentanti è attualmente formata da 435 membri eletti in collegi uninominali ripartiti su base statale in proporzione alla popolazione dello Stato stesso. La ripartizione viene effettuata ogni dieci anni in base all'ultimo censimento. In ogni caso, indipendentemente dalla consistenza della popolazione dei singoli Stati, a ognuno di essi è garantito almeno un rappresentante. Attualmente, in base alla ripartizione del 2010, hanno un solo rappresentante l'Alaska, il Delaware, il Montana, il Dakota del Nord, il Dakota del Sud, il Vermont e il Wyoming. Lo Stato che elegge più rappresentanti è invece la California, che ne conta 53.
La Costituzione federale del 1789 prevedeva che fossero elettori tutti i cittadini dei singoli Stati che all'interno degli stessi avessero diritto a eleggere la Camera del Parlamento dello Stato col maggior numero di componenti (art. I, sez. 2). Il XXVI emendamento del 1971 ha invece fissato il requisito di 18 anni di età valido per tutto il territorio della federazione.
Per essere eletti alla Camera dei Rappresentanti è necessario essere cittadini degli Stati Uniti da almeno 7 anni, aver compiuto 25 anni d'età e risiedere nello stato per il quale ci si candida.
Alle sedute della Camera prendono parte onorificamente 5 delegati non-votanti rappresentanti i territori del Distretto di Columbia, delle isole Marianne Settentrionali, di Guam, di Porto Rico e delle Samoa Americane. Tali delegati hanno tuttavia la facoltà di votare nelle commissioni e di proporre progetti di legge o emendamenti.

### Senato
Il Senato è invece formato da 100 membri, due per ogni Stato federato. Prima della modifica del XVII emendamento approvato dal Congresso nel 1913, il Senato era eletto dagli organi legislativi degli Stati, mentre dopo l'entrata in vigore dell'emendamento anche i senatori sono eletti direttamente dagli elettori di ogni stato.
I senatori hanno un mandato lungo sei anni e il Senato si rinnova di un terzo ogni due anni. Questo significa che sono stati eletti 33 senatori nel 2016, 34 senatori nel 2014 e 33 senatori nel 2012, e ciascun gruppo (classe) ha un mandato che durerà per sei anni. Qualora un seggio rimanga vacante, spetta al governatore nominare un senatore provvisorio che rappresenti lo Stato fino alle successive elezioni suppletive: è da evidenziare tuttavia come il sostituto senatore termini il suo mandato nell'anno in cui sarebbe decaduto il senatore dimissionario o deceduto.
Per poter essere eletti al Senato è necessario essere cittadini degli Stati Uniti da almeno 9 anni, aver compiuto 30 anni d'età e risiedere nello stato per il quale ci si candida. L'elettorato attivo varia a seconda dello stato federato.
Il Senato è presieduto dal vicepresidente degli Stati Uniti, ma periodicamente elegge un presidente pro tempore che può durare in carica un numero variabile di anni, in quanto il mandato a tale carica dura dal momento della sua elezione a presidente pro tempore alla cessazione del mandato di senatore.

## Le funzioni

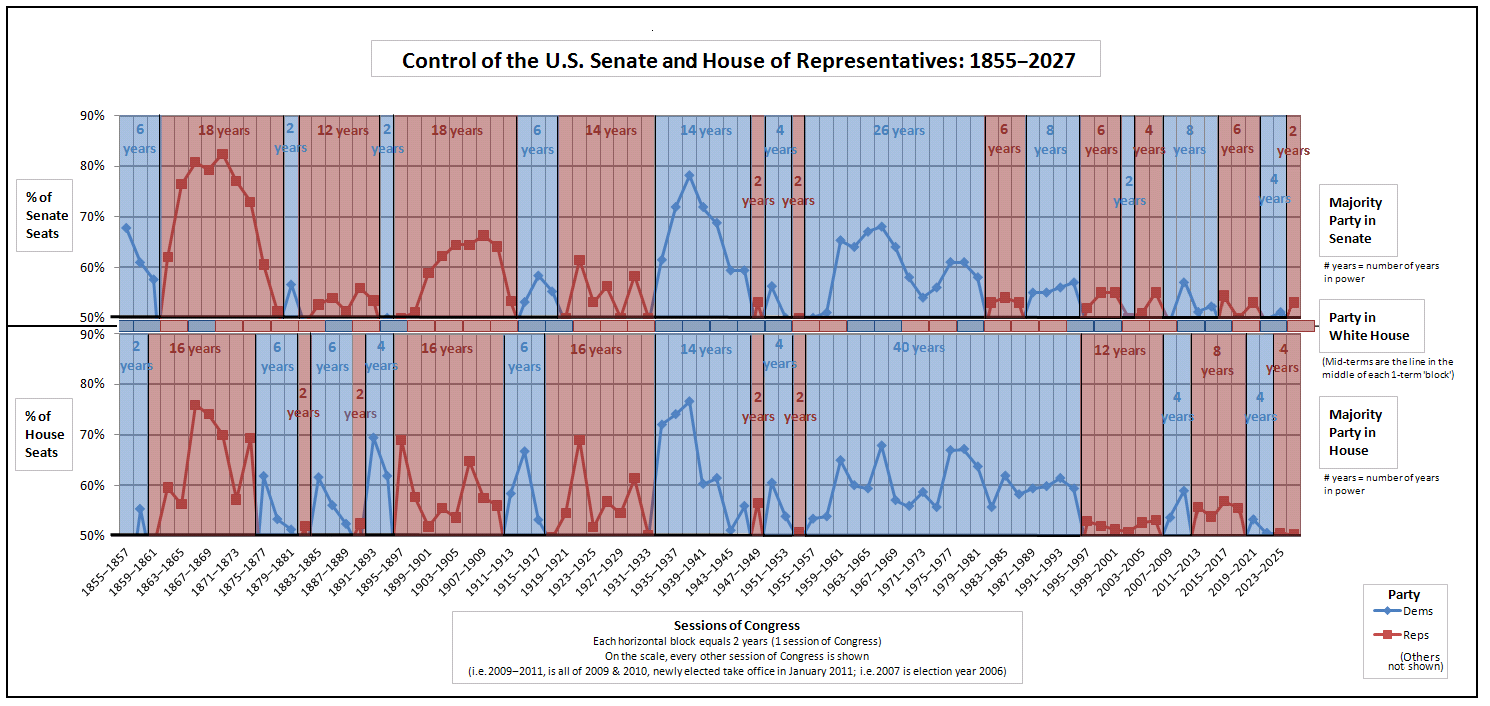
Cronologia storica del controllo dei due rami del Congresso degli Stati Uniti (1855 - 2023).

La principale funzione del Congresso consiste nel produrre le leggi federali, destinate cioè a valere su tutto il territorio degli USA (sono statali invece le leggi che vengono varate da ciascun Stato membro e destinate a valere solo sul suo territorio). Il potere legislativo del Congresso in ambito federale è illimitato. Secondo il dettato costituzionale, per il presidente le leggi degli Stati Uniti sono un dato di fatto su cui formalmente non ha alcuna voce in capitolo, come accade a qualunque cittadino. Informalmente, invece, il presidente può ovviamente influenzare le scelte del Congresso, ma ciò è possibile solo per via politica e per il tramite del proprio partito e dei suoi deputati. Il frequente uso di commissioni parlamentari e la mancanza di vere e proprie sessioni rende particolarmente intenso il ruolo del Congresso americano, che gode quindi di una forza superiore a quella di molte assemblee di repubbliche parlamentari, e incomparabilmente maggiore rispetto ai parlamenti dei sistemi semipresidenzialisti alla francese.
Se il potere legislativo del Congresso non ha alcun freno rispetto agli altri organi federali, è invece costituzionalmente limitato rispetto alle competenze riservate ai parlamenti statali. Da questo punto di vista il congresso può legiferare sulle materie della difesa, della moneta e del commercio internazionale, secondo la classica distinzione di competenze fra centro e periferia del federalismo. Il congresso inoltre ha potere legislativo in materia di fisco (relativamente alle imposte federali), di dazi doganali e di cittadinanza. Altre competenze riguardano la gestione del servizio postale, dei tribunali federali, il bilancio dello Stato e la messa in stato d'accusa.
Ogni progetto di legge deve essere approvato sia dalla Camera dei rappresentanti sia dal Senato, dopodiché viene promulgato dal presidente ed entra in vigore: questa caratteristica rende il Congresso americano un caso di bicameralismo perfetto. Se il presidente non è d'accordo sui contenuti di una legge può, con messaggio motivato, rinviarla alle camere; se queste la riapprovano a maggioranza dei 2/3 egli è tuttavia tenuto a promulgarla.
Nonostante la pari dignità assegnata a ciascuna delle due camere, la Costituzione prevede alcune differenze funzionali, prima di tutto in ambito di politica estera: infatti spetta al presidente l'incarico di stipulare i trattati, di nominare gli ambasciatori e il personale diplomatico, ma con il necessario consenso del Senato. Il secondo ambito riguarda le procedure di nomina dei giudici (a cominciare da quelli della Corte Suprema) e dei membri delle amministrazioni federali. La scelta spetta al presidente, ma è vincolata all'approvazione del Senato.
Da ricordare che i progetti di legge in materia finanziaria possono essere proposti solo dalla Camera dei rappresentanti, nonostante la Costituzione richieda l'esame e il voto anche del Senato. Infine, come in tutti i paesi democratici, il Congresso esercita la cosiddetta funzione ispettiva: attraverso le commissioni, organi collegiali interni, promuove indagini e inchieste sulle materie di pubblico interesse, svolgendo audizioni (cd. hearings) in cui acquisisce informazioni da componenti delle amministrazioni pubbliche, da esperti o anche da privati.

## I poteri
La Costituzione attribuisce molti poteri al Congresso. Tra questi, quelli di stabilire e raccogliere le imposte, pagare debiti, provvedere alla difesa comune e il benessere generale degli Stati Uniti, prendere a prestito denaro per conto della federazione, regolare il commercio internazionale, stabilire una regola uniforme per le naturalizzazioni, battere moneta, prevedere sanzioni per i falsari, fondare uffici postali e tracciare strade, promuovere il progresso della scienza, creare corti di grado inferiore alla Corte Suprema, definire e comminare la pena per gli atti di pirateria e di tradimento, dichiarare guerra, arruolare eserciti e disporre per il loro sostentamento, fornire del necessario la flotta, stabilire le norme che regolano le forze terrestri e navali, regolare la milizia, il suo armamento e la sua disciplina, esercitare in via esclusiva il potere legislativo a Washington e promulgare tutte le leggi necessarie ad applicare i suoi poteri.
Nel Senato per oltre un secolo una maggioranza di tre quinti era necessaria per porre fine al dibattito: questo permette a una sostanziale minoranza di bloccare leggi particolarmente sfavorevoli, con un processo chiamato «filibuster». Con la cosiddetta opzione nucleare, una serie di modifiche regolamentari hanno limitato l'operatività di questa regola: l'abbassamento della "supermaggioranza" fu statuito, nel 113º Congresso, per le proposte presidenziali di nomine alle Corti inferiori; nel 115º Congresso degli Stati Uniti d'America, la nuova maggioranza repubblicana al Senato ha abbassato la maggioranza anche per le proposte presidenziali alla Corte suprema, consentendo la nomina del giudice Neil M. Gorsuch.
Il Congresso può destituire il Presidente tramite lo strumento dell'impeachment previsto dalla Costituzione, mentre il Presidente non può decidere uno scioglimento anticipato del Parlamento.
Il Presidente può esercitare diritto di veto su tutte le leggi approvate dal Congresso, il quale può approvare i provvedimenti, nonostante il veto presidenziale, se raggiunge una maggioranza dei 2/3. Il Presidente invia al Congresso proposte di legge, delle quali il Congresso può, senza esserne obbligato, calendarizzare dibattito e voto.

## I rapporti col Presidente

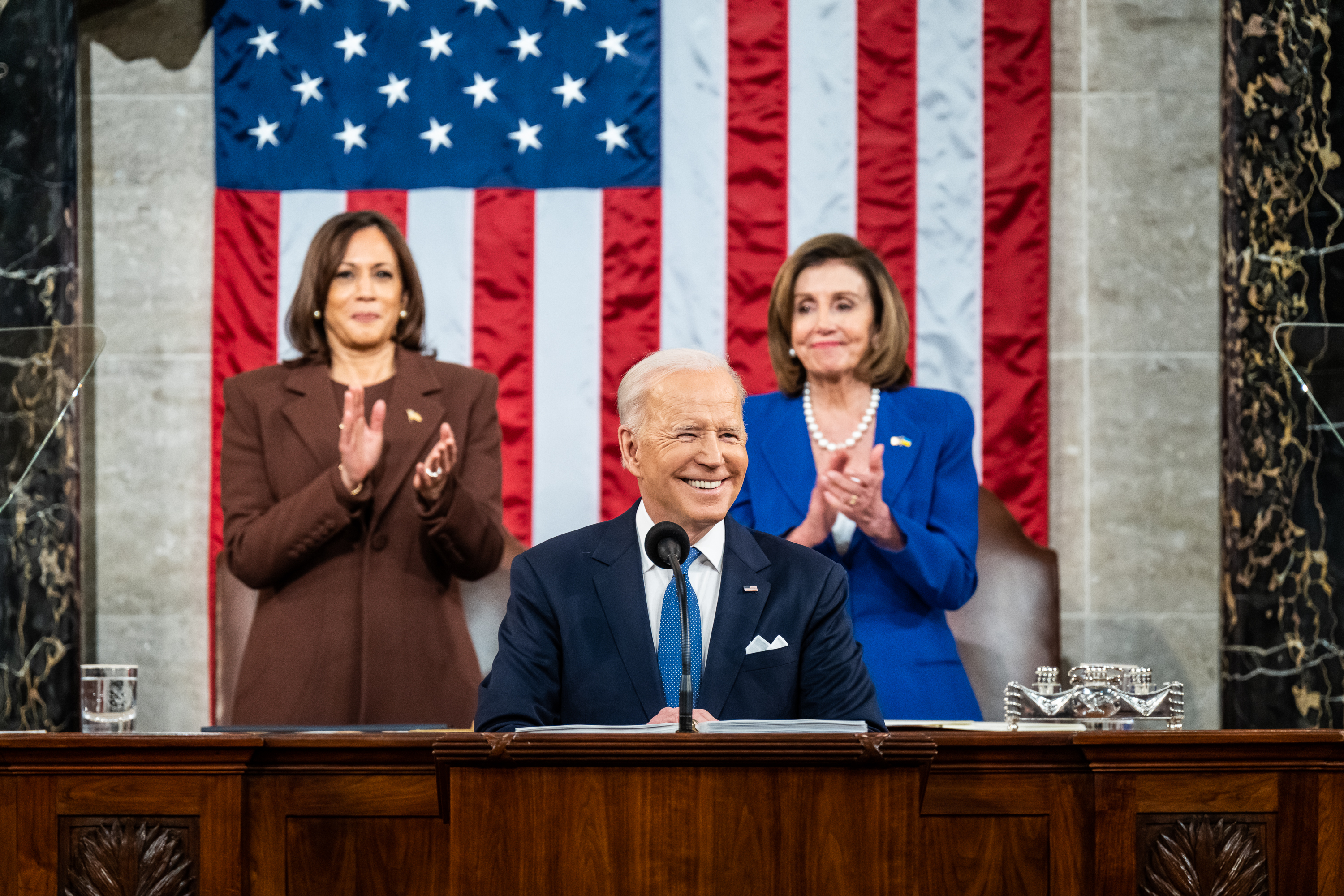
Joe Biden tiene il suo secondo discorso sull'Unione al Congresso in seduta congiunta il 28 aprile 2022. Alle sue spalle, da sinistra, la vicepresidente Kamala Harris e la presidente della Camera dei rappresentanti Nancy Pelosi.

Riguardo al Congresso, i costituenti di Filadelfia, durante il dibattito che portò alla Costituzione del 1787, dovettero essenzialmente affrontare due problemi: quale struttura dargli e quali rapporti stabilire con il centro del potere esecutivo, vale a dire con il presidente.
Fu subito scartata l'ipotesi del parlamento monocamerale, che era già stato sperimentato durante i difficili momenti della guerra d'indipendenza americana (il Congresso continentale) e non aveva dato buoni risultati. Venne scelto quindi un parlamento bicamerale, nel quale la camera dei rappresentanti è espressione del corpo elettorale di tutta la federazione, mentre il senato è l'assemblea che dà voce agli Stati membri.
A questo punto la discussione si spostò sui criteri di formazione delle due assemblee. Due furono le tesi: attribuire a ogni Stato lo stesso numero di rappresentanti oppure assegnarne a ognuno un numero variabile, in funzione della popolazione residente.
Questa seconda ipotesi era ostacolata dagli stati più piccoli, che temevano di essere schiacciati da quelli più grandi. Alla fine venne raggiunto un compromesso, che collegò il numero dei membri della Camera dei rappresentanti alla popolazione residente, ma per riequilibrare la situazione fu deciso di attribuire a ogni stato due seggi in Senato. Considerando che, come visto sopra, le leggi devono passare in tutti e due i rami del parlamento per entrare in vigore, il pericolo di decisioni dannose per gli Stati più piccoli venne sostanzialmente azzerato.
Il secondo problema era quello dei rapporti con il presidente. Alcuni costituenti temevano un presidente con poteri troppo forti rispetto al parlamento, mentre altri invece sentivano la necessità di avere un esecutivo forte, altrimenti non si sarebbe potuto assicurare un governo efficace della nazione.
La questione venne risolta con un complesso meccanismo di separazione dei poteri e di controllo reciproco (cd. pesi e contrappesi). Il Congresso infatti non può essere sciolto dal presidente (come visto sopra, il ricambio dei suoi membri è regolato in maniera del tutto peculiare). Allo stesso modo, il presidente non è politicamente responsabile di fronte al Congresso (non può essere sfiduciato e quindi obbligato alle dimissioni), ma solo di fronte all'elettorato, che decide se rieleggerlo o meno.
Il presidente può rinviare una legge alle camere, ma entro certi limiti. Ricopre il ruolo di comandante in capo delle forze armate, ma le norme al riguardo possono essere varate solo dal Congresso. La nomina di giudici e funzionari pubblici e la stipula dei trattati internazionali spettano al presidente, ma con il consenso vincolante del Senato.
Infine, in casi di estrema gravità penale il parlamento può rimuovere il capo dell'esecutivo con la messa in stato d'accusa, garantendo così il corretto funzionamento del sistema democratico.